# Троицкий монастырь базильянок
Троицкий монастырь базильянок (комплекс зданий 2-й городской больницы) — комплекс исторических зданий XVIII—XIX века в Минске, памятник архитектуры и истории (номер 712Г000010). Расположен по адресу: улица Максима Богдановича, дом 2.

## История
Деревянная церковь на месте монастыря известна с XV века. Женский монастырь ордена базилиан основан в 1630 году. Первоначальные здания были деревянными. Новый каменный корпус построен архитектором Фёдором Крамером, после пожара 1807 года он был перестроен архитектором Михаилом Чаховским, при перестройке была пристроена галерея с восточной стороны. В 1840-е гг., после закрытия монастыря, здания переоборудованы под больницу, работами руководил архитектор Казимир Хрщанович. Были построены дом инвалидов, богадельня, служебные помещения. Больница позднее стала 2-й городской клинической больницей. В 2010-е гг. больница была переведена в новый комплекс на улице Энгельса. Старая территория отдана под строительство многофункционального гостиничного комплекса с сохранением существующих зданий, представляющих историко-культурную ценность.

## Архитектура
Ансамбль монастырских зданий построен в стиле классицизма.
Монастырский корпус до реконструкции был двухэтажным, после реконструкции под больницу был добавлен третий этаж. У здания большие подвалы, вальмовая крыша. Главный фасад симметричен, с плоским широким центральным ризалитом. Первый этаж рустован. Находится в юго-западной части комплекса.
Дом инвалидов представляет собой трёхэтажное здание, прямоугольной в плане, с вальмовой крышей. Главный фасад симметричен, разделён на 3 части карнизными тягами. Окна обрамляют простые наличники. Здание располагается в центре комплекса.
Богадельня тоже трёхэтажная, с вальмовой крышей, по оформлению аналогична другим корпусам. Расположена в северо-западной части комплекса.